# Bringé

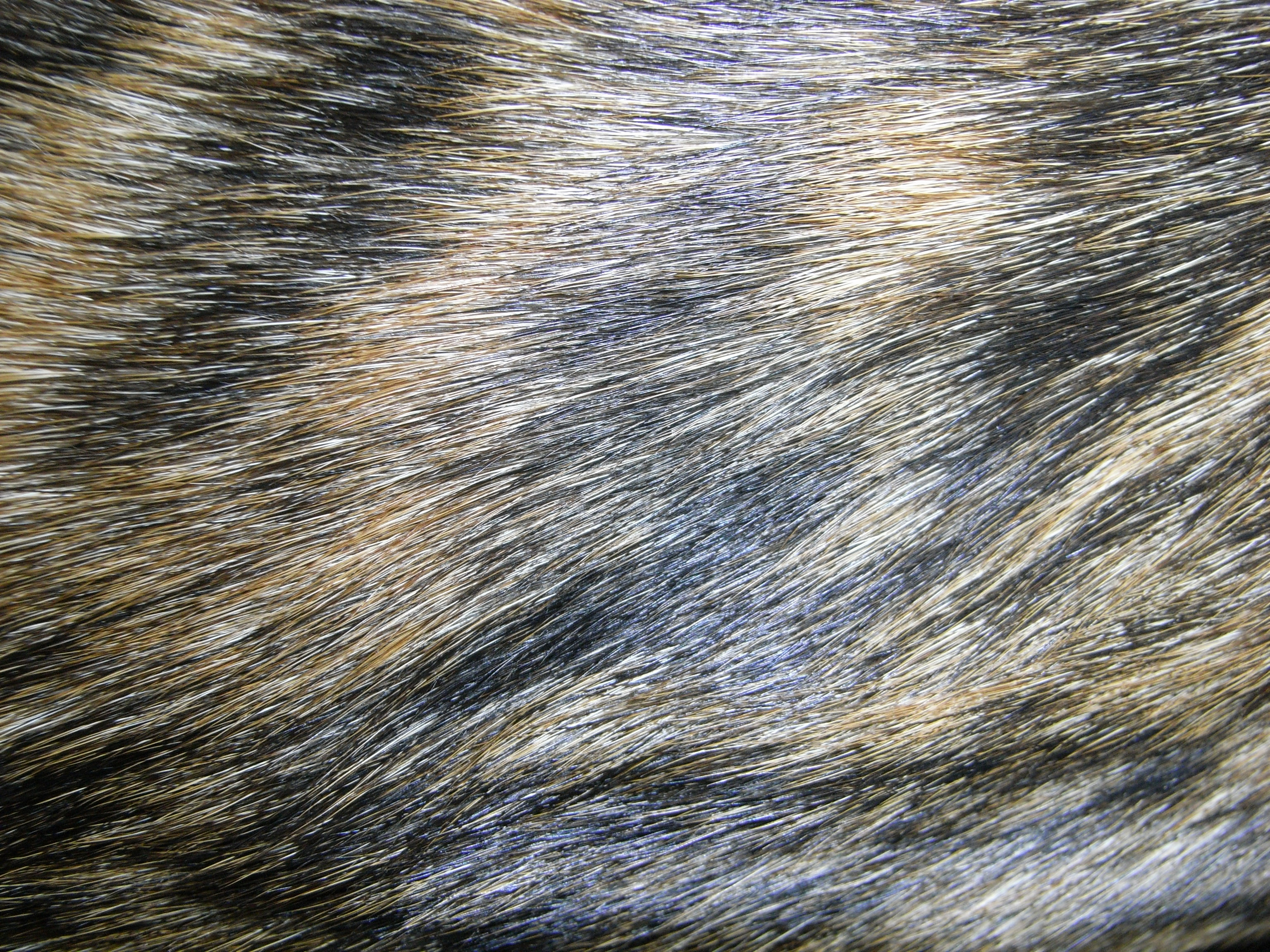
Détail du motif bringé.

Bringé est un type de coloration de pelage qui apparaît sur les mammifères de compagnie et notamment chez le chien. Il s'agit d'une robe avec des rayures discontinues de couleurs différentes que l'on assimile souvent à celle d'un tigre, même si cet animal n'a pas une robe bringée.

## Galerie

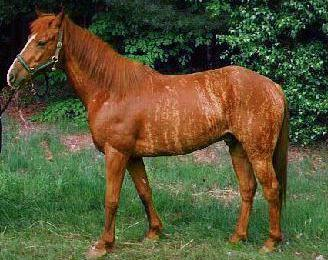
Cheval alezan bringé (très rare).
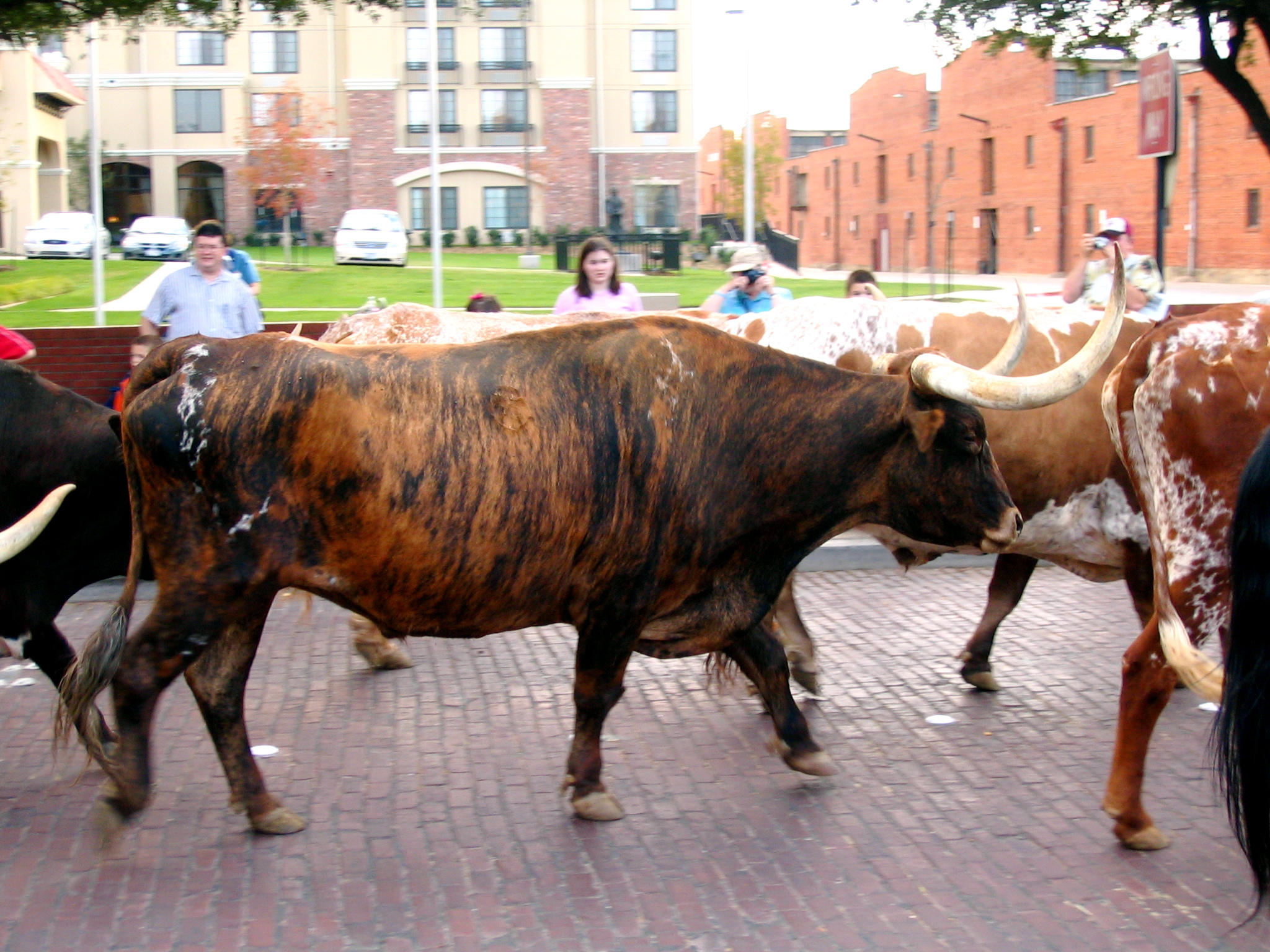
Bœuf ou taureau bringé.
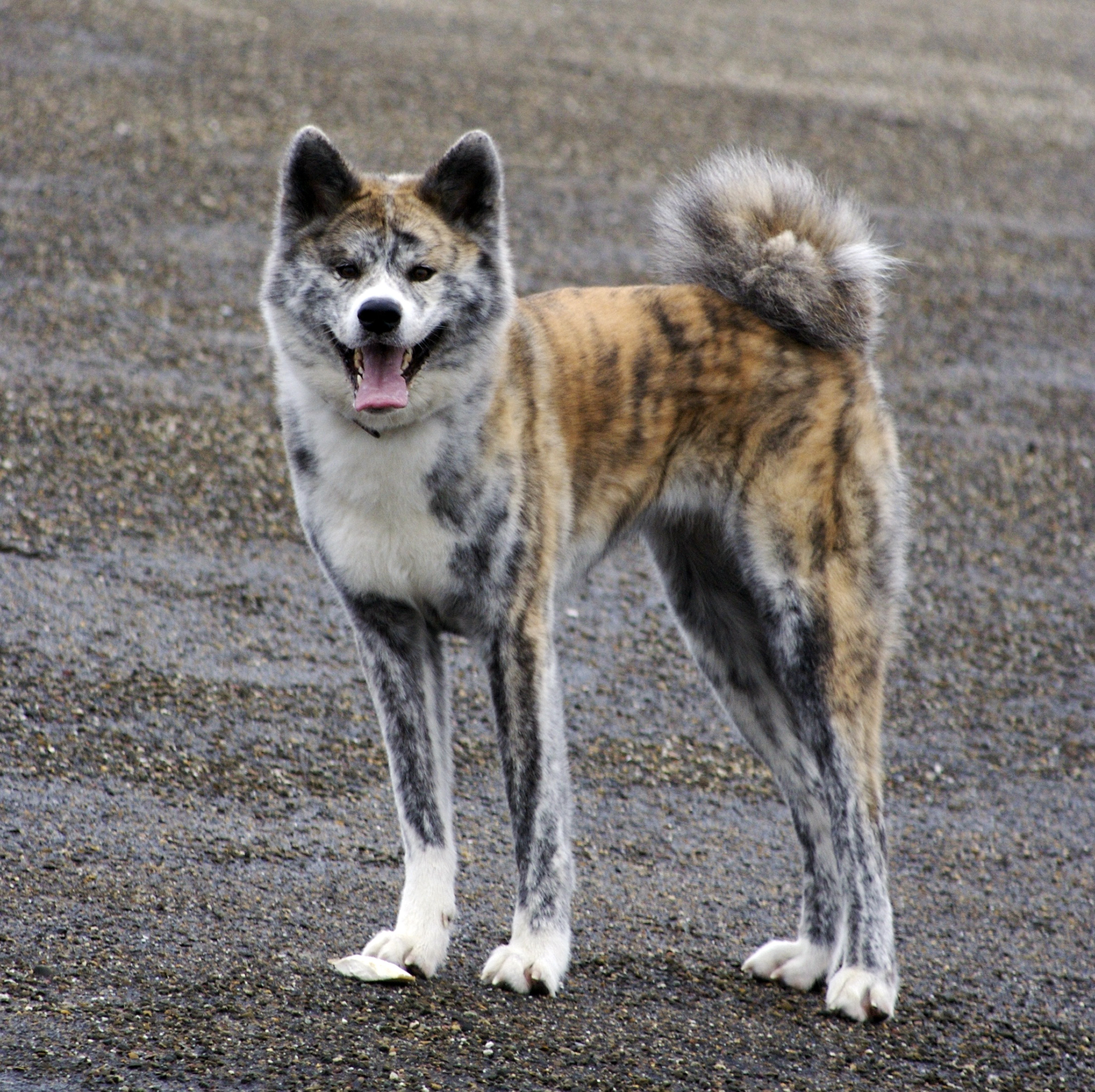
Akita inu bringé.
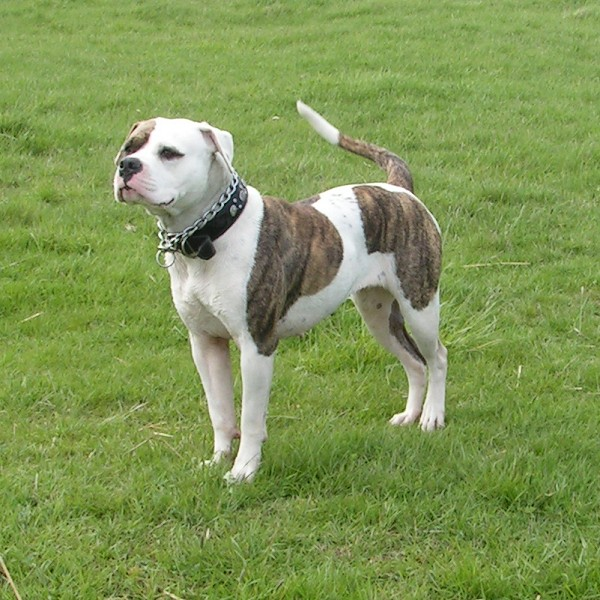
Bouledogue américain bicolore bringé.
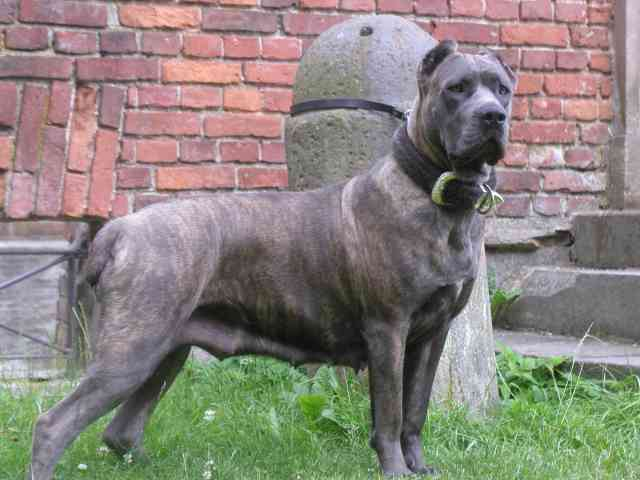
Cane Corso noir bringé.
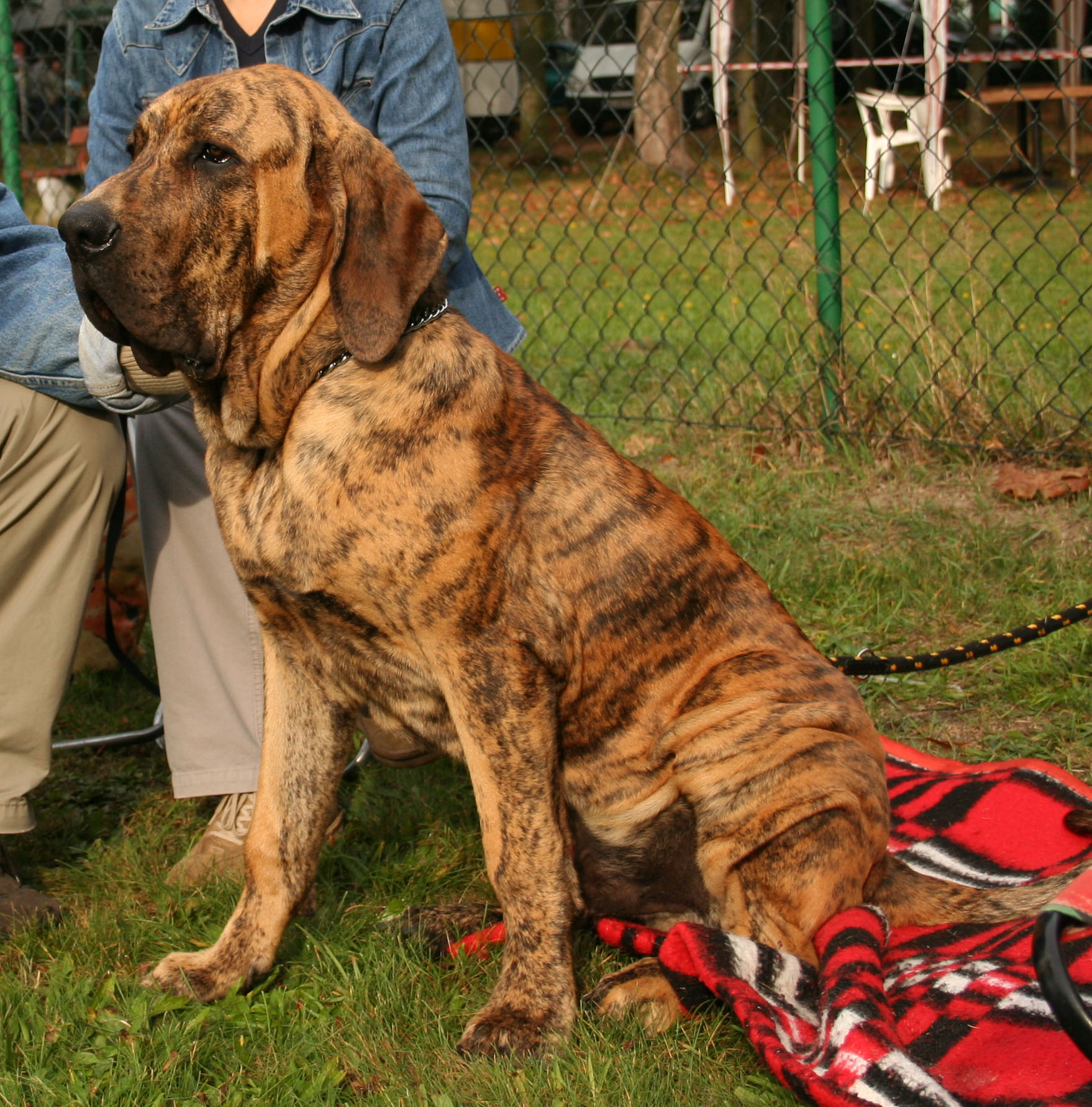
Mastiff brésilien.
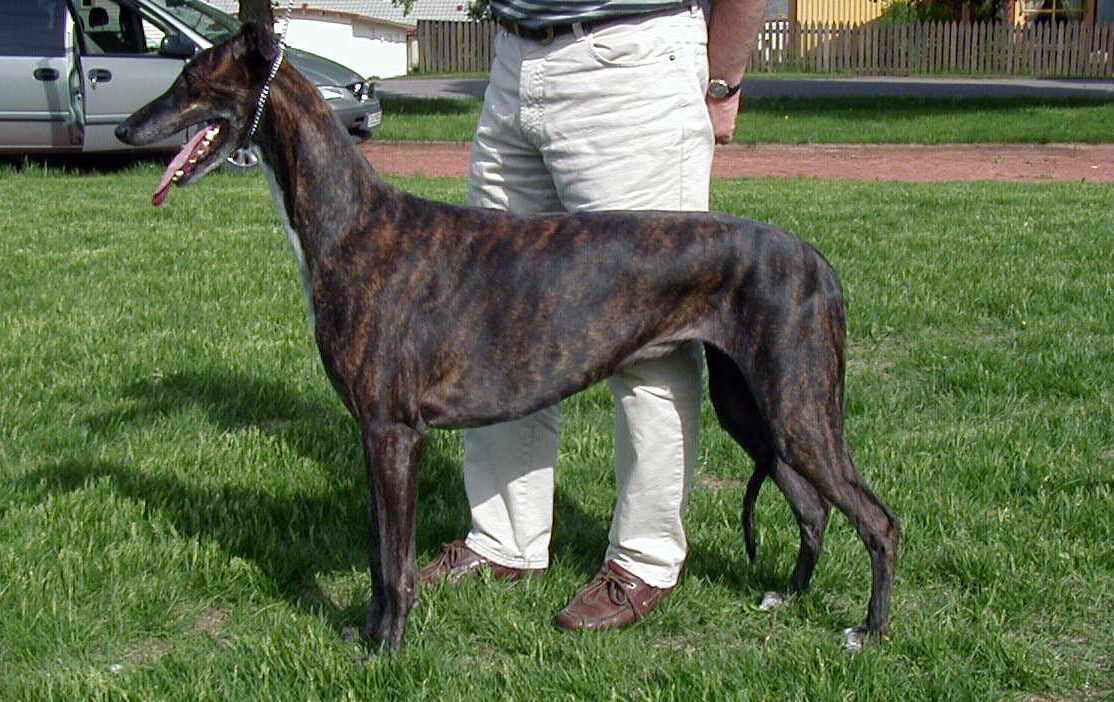
Greyhound noir et roux bringé.